# G. P. Putnam's Sons
G. P. Putnam's Sons — американське книжкове видавництво, що розташоване в Нью-Йорку (США). Засноване 1838 року. З 1996 року є імринтом Penguin Group.

## Історія

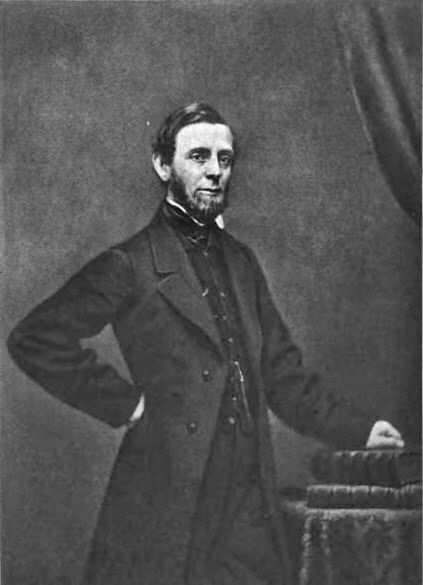
Джордж Палмер Патнем (1814—1872) співпрацював з Джоном Вайлі в 1838 році, щоб створити Wiley & Putnam.

Компанія розпочалася як Wiley & Putnam із партнерства 1838 року між Джорджем Палмером Патнемом та Джоном Вайлі, чий батько заснував власну компанію у 1807 році.
У 1841 році Патнем поїхав до Лондона, де заснував філію в Ковент-Гардені. Це була перша американська компанія, яка заснувала філію у Лондоні. Він повернувся до Нью-Йорка в 1848 році, розірвав партнерство з Джоном Вайлі та заснував G. Putnam Broadway з метою видання різноманітних творів, у тому числі якісних ілюстрованих книг. Wiley заснував John Wiley (пізніше John Wiley and Sons), який досі є незалежним видавцем.
У 1853 році компанія GP Putnam & Co. заснувала журнал Putnam's Magazine, редактором якого став Чарльз Фредерік Бріггс.
Після смерті Джорджа Палмера Патнама в 1872 році бізнес успадкували його сини Джордж, Джон та Ірвінг, а назву фірми було змінено на G. P. Putnam's Sons.  Старший син, Джордж Г. Патнем, став президентом фірми і обіймав цю посаду понад п'ятдесят років.
У 1874 році компанія відкрила власний друкарський офіс, заснований Джоном Патнемом, який спочатку працював в орендованих приміщеннях на П'ятій авеню, 182.  Цей друкарський бік бізнесу згодом став окремим підрозділом під назвою Knickerbocker Press і був переведений у 1889 році до Knickerbocker Press Building, побудованого спеціально для преси в Нью-Рошелі, Нью-Йорк . 
Коли Джордж Х. Патнем помер у 1930 році, різні спадкоємці Патнема проголосували за злиття фірми з Minton, Balch & Co., яка стала мажоритарним акціонером. Онук Джорджа Палмера Патнема Джордж П. Патнем (1887—1950) залишив фірму в той час, а Мелвілл Мінтон, партнер і менеджер з продажу Minton Balch & Co., став виконувачем обов'язків президента та мажоритарним акціонером фірми до його смерті в 1956 рік. У 1936 році Putnam придбав видавця Coward-McCann (пізніше Coward, McCann & Geoghegan) і використовував його як імпринт у 1980-х роках. Після смерті Мелвілла Мінтона контроль над компанією взяв його син Волтер Дж. Мінтон.
У 1965 році G. P. Putnam's Sons придбала Berkley Books, видавництво масового ринку м'якої обкладинки.
Медійний конгломерат MCA купив Putnam Publishing Group і Berkley Publishing Group у 1975 році. Філліс Е. Гранн, яка керувала Pocket Books для Simon & Schuster, була найнята в 1976 році як головний редактор. Намагаючись підвищити прибутки Патнем, Гранн працювала над фінансовою моделлю, яка наголошувала на щорічній публікації ключових авторів. Таким чином видавництво збільшило прибуток з 10 дол. мільйонів доходів до понад 100 доларів мільйонів до 1983 року. Зберігаючи список на рівні 75 назв на рік, Патнем зосередився на таких переможцях, як Том Кленсі, чия книга «Червона буря, що піднімається», була продана майже мільйоном тиражем у 1986 році. Разом з іншими видавцями у 1980-х роках Putnam перейшов на дисконтну модель твердої обкладинки, щоб не відставати від попиту та продажів у мережах книжкових магазинів і цінових клубах. У 1987 році Гранн була підвищена до генерального директора Putnam, зокрема, стала першою жінкою, яка стала генеральним директором великого видавництва. До 1993 року видавництво заробляло 200 млн доларів доходу.
У 1982 році Putnam придбав у Filmways видавництво дитячих книг Grosset & Dunlap. Того ж року Putnam придбав книговидавничий підрозділ Playboy Enterprises, до складу якого входила Seaview Books.
Право власності на Putnam змінювалося кілька разів у 1990-х роках. MCA була куплена Matsushita Electric у 1990 році. Тоді Seagram Company придбала 80 % MCA у Matsushita, і незабаром після цього Seagram змінила назву компанії на Universal Studios, Inc. Нові власники не були зацікавлені у видавництві, але в 1996 році втрутилася Гранн і змогла організувати угоду щодо злиття Putnam з Penguin Group (підрозділом британського видавничого конгломерату Pearson PLC). Putnam і Penguin Group створили Penguin Putnam Inc. Гранн раптово покинула компанію в 2001 році після спекуляцій щодо напруженості з генеральним директором Pearson Марджорі Скардіно.
У 2013 році Penguin об'єдналася з Random House, що належить медіаконцерну Bertelsmann, утворивши Penguin Random House.